# Johann Jürgen Callsen

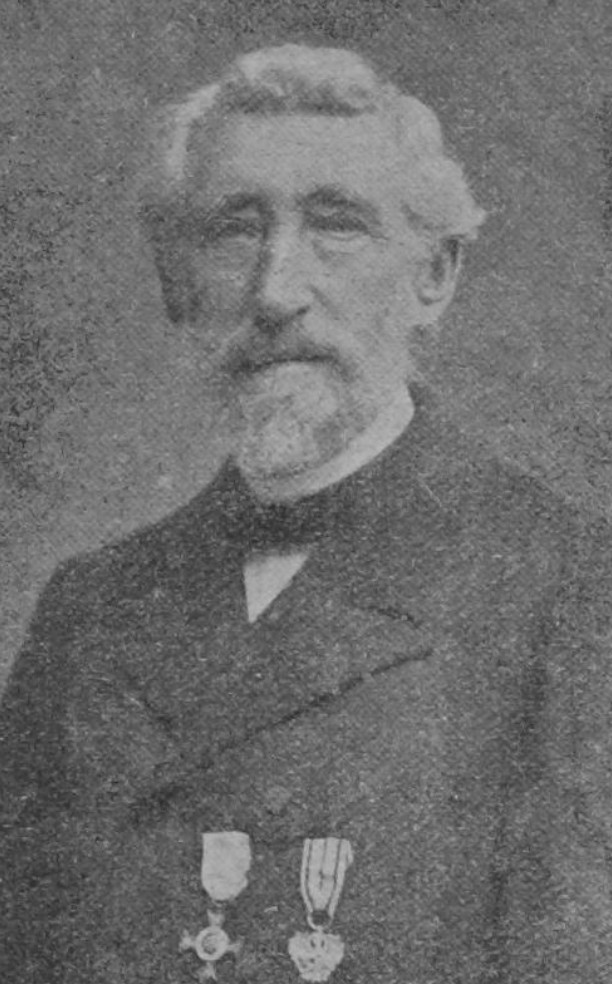
Johann Jürgen Callsen

Johann Jürgen Callsen (* 14. September 1831 in Torsballig; † 29. September 1919 in Flensburg) war ein deutscher Lehrer.

## Leben
Callsens Vater war der Schmiedemeister Hans Callsen, der 1835 sein Geschäft in Torsballig aufgab. Die Familie zog dann nach Ulsby, später nach Hüsby und nach Dammholm. Nach der Konfirmation 1847 wurde Johann Jürgen Callsen Präparand in Ausacker, 1849 dann in Hürup. Nach der Einführung des Dänischen als Schulsprache wurde er 1851 entlassen. Callsen besuchte anschließend bis 1854 das Lehrerseminar in Bad Segeberg. Die folgenden drei Jahre arbeitete er als Hauslehrer in Lutzhöft. Nebenbei bildete er sich insbesondere in der Botanik fort, wobei ihn insbesondere der Lehrer und Botaniker Lars Hansen in Husby unterstützte. Ab 1857 war Callsen dann Lehrer an der St. Johannis-Schule in Flensburg. Hier unterrichtete er bis zu seinem Ruhestand 1895. Callsen unternahm zahlreiche Forschungsreisen, die ihn über Schleswig-Holstein auch nach Prag, Wien, in die Steiermark, nach Jütland, Fünen, Seeland und Schweden führten.
In Flensburg war er in verschiedenen karitativen Organisationen sowie als Gemeindevertreter der St. Johannis-Gemeinde in Flensburg tätig.
Callsen verfasste zahlreiche heimatgeschichtliche, pädagogische und naturkundliche Beiträge.
Johann Jürgen Callsen war seit 1859 mit Sophie Friederike, geb. Jessen, verheiratet.

## Veröffentlichungen
- Pflanzenkunde in der Volksschule: ein Hülfsbuch für Lehrer. 3 Bde. Westphalen, Flensburg 1873–1876.
- Pflanzenkunde in der Volksschule: Schülerheft. 2 Bde. Westphalen, Flensburg 1876.
- Thierkunde in der Volksschule. 4 Bde., Westphalen, Flensburg 1877–1879.
- Das Flensburger Schulwesen. 2 Bde. Meyer, Flensburg 1886–1896.
- Flensburg: zunächst für den Unterricht in der Heimatskunde beschrieben. Westphalen, Flensburg 1889.
- Angeln und der Westen: Beschreibung der Kreise Flensburg und Schleswig für Schule und Haus. Westphalen, Flensburg 1895.

## Ehrungen
- Die Stadt Flensburg benannte 1949 eine Straße in „Callsenweg“[1]